# James Chapman (aviron)
Pour les articles homonymes, voir James Chapman et Chapman.
James Chapman, né le 2 novembre 1979 à Sydney, est un rameur d'aviron australien.

## Palmarès

### Jeux olympiques
- 2012 à Londres,  Royaume-Uni.
  -  Médaille d'argent en quatre sans barreur.

### Championnats du monde
- 2011 à Bled,  Slovénie.
  -  Médaille d'argent en deux avec barreur.